# 黄龍 (呉)
黄龍（こうりゅう）は、呉の大帝孫権の治世に行われた元号。229年 - 231年。

## 出来事
- 元年4月：孫権が皇帝に即位。黄龍と改元、都を建業と定める。

## 西暦・干支との対照表
| 黄龍 | 元年  | 2年   | 3年   |
| 西暦 | 229年 | 230年 | 231年 |
| 干支 | 己酉  | 庚戌  | 辛亥  |

## 他元号との対照表
| 黄龍 | 元年  | 2年   | 3年   |
| 魏   | 太和3 | 太和4 | 太和5 |
| 蜀   | 建興7 | 建興8 | 建興9 |